# Манастир апостола Андреја
Манастир апостола Андреја је православни манастир на полуострву Карпас на североистоку Кипра. Налази се на УНЕСЦОвој Листи светске баштине.

## Историја
Манастир је један од древних светиња Кипарске православне цркве. Према предању православне цркве апостол Андреј је посетио ово место у 1. веку. Након што се помолио из камена је потекао извор здраве воде, који и данас постоји.
Добро утврђени манастир светог Андреја први пут се помиње 1191. године у хроници „Дела Хенриха Другог и јела краља Ричарда Лавље Срце“ Роџера Ховеденског.
Стара манастирска црква је подигнута у 15. веку, а велики саборни храм у 19. Након турске инвазије на Кипар 1974. године, манастир није ремонтован, а здања су руинирана.
Од првобитне цркве скоро ништа није остало. Стари храм је 3,5 метара испод новог олтара. Основа храма је четвороугао, а врата, која се налазе на јужној страни, исклесана су од камена у облику свода. Храм има сводове, утврђене у шест зона. Постоји велики иконостас, који је исклесан у дрвету и позлаћен. Престо и проповедаоница главног храма такође су исклесани у дрвету. У манастиру се чува неколико старих икона из 19. века и других светиња из тог периода.

2013. године Кипарска православна црква и Програм за развој Уједињених нација потписали су уговор о обнови манастира.